# Harbor Bluffs
Harbor Bluffs ist  ein census-designated place (CDP) im Pinellas County im US-Bundesstaat Florida. Das U.S. Census Bureau hat bei der Volkszählung 2020 eine Einwohnerzahl von 2.646 ermittelt.

## Geographie
Harbor Bluffs grenzt direkt an die Städte Belleair Bluffs, Largo und Indian Rocks Beach und liegt am Gulf Intracoastal Waterway. Der CDP liegt rund 5 km südlich von Clearwater sowie etwa 30 km westlich von Tampa.

## Demographische Daten
Laut der Volkszählung 2010 verteilten sich die damaligen 2860 Einwohner auf 1614 Haushalte. Die Bevölkerungsdichte lag bei 1588,9 Einw./km². 96,4 % der Bevölkerung bezeichneten sich als Weiße, 0,5 % als Afroamerikaner, 0,1 % als Indianer und 1,6 % als Asian Americans. 0,3 % gaben die Angehörigkeit zu einer anderen Ethnie und 1,2 % zu mehreren Ethnien an. 3,0 % der Bevölkerung bestand aus Hispanics oder Latinos.
Im Jahr 2010 lebten in 26,0 % aller Haushalte Kinder unter 18 Jahren sowie 39,2 % aller Haushalte Personen mit mindestens 65 Jahren. 70,1 % der Haushalte waren Familienhaushalte (bestehend aus verheirateten Paaren mit oder ohne Nachkommen bzw. einem Elternteil mit Nachkomme). Die durchschnittliche Größe eines Haushalts lag bei 2,35 Personen und die durchschnittliche Familiengröße bei 2,80 Personen.
21,1 % der Bevölkerung waren jünger als 20 Jahre, 14,0 % waren 20 bis 39 Jahre alt, 33,6 % waren 40 bis 59 Jahre alt und 31,5 % waren mindestens 60 Jahre alt. Das mittlere Alter betrug 49 Jahre. 48,0 % der Bevölkerung waren männlich und 52,0 % weiblich.
Das durchschnittliche Jahreseinkommen lag bei 78.454 $, dabei lebten 7,5 % der Bevölkerung unter der Armutsgrenze.
Im Jahr 2000 war englisch die Muttersprache von 100 % der Bevölkerung.